# Vivid Colors
"Vivid Colors" é o terceiro single da banda de rock japonesa L'Arc~en~Ciel, lançado em 6 de julho de 1995. Atingiu a 16ª posição no Oricon Albums Chart, ficando na parada por 16 semanas e vendendo 132.677 cópias. Foi relançado em 30 de agosto de 2006.

## Faixas
Todas as letras escritas por Hyde. 
| N.º            | Título                             | Música         | Duração |  |
| 1.             | "Vivid Colors"                     | Ken            | 4:42    |  |
| 2.             | "Brilliant Years"                  | Hyde           | 3:14    |  |
| 3.             | "Vivid Colors (Voiceless Version)" | Ken            | 4:42    |  |
| Duração total: | Duração total:                     | Duração total: | 12:39   |  |

## Ficha técnica
- Hyde – vocais
- Ken – guitarra
- Tetsu – baixo
- Sakura – bateria

## Desempenho
| Parada (1995) | Melhor posição |
| ------------- | -------------- |
| Oricon        | 16             |